# Pescadero

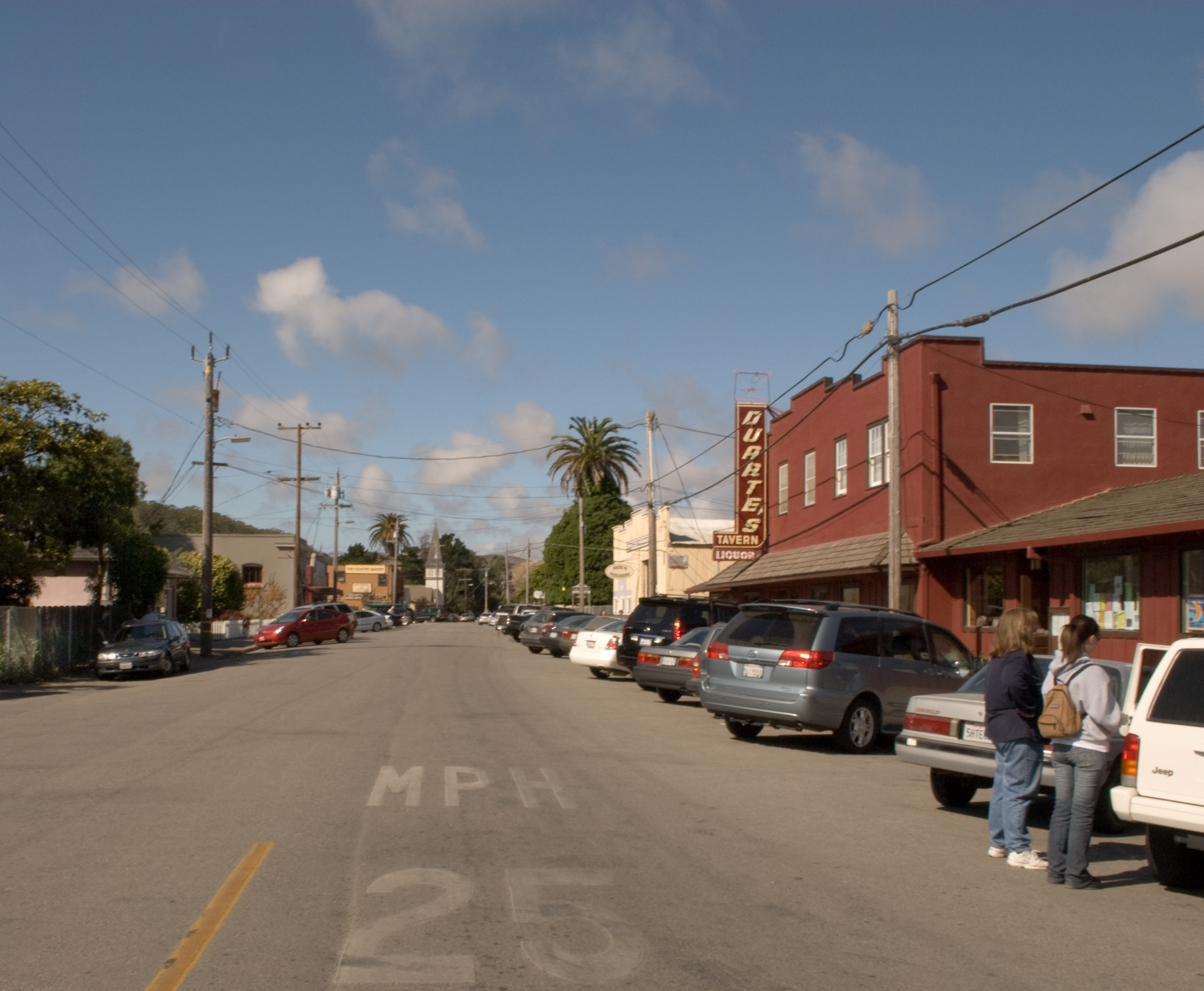
La via principale di Pescadero

Pescadero è una località sull'oceano Pacifico della California centrale, appartenente alla Contea di San Mateo e situata nella Bay Area. Conta una popolazione di circa 650 abitanti.

## Geografia fisica
Pescadero si trova nella parte meridionale della Bay Area, a sud della baia di San Francisco e della Silicon Valley. Da San Francisco dista circa 75 km.

## Monumenti e luoghi d'interesse
L'architettura cittadina si caratterizza per i numerosi edifici di color bianco. Questi edifici risalgono al XIX secolo, quando venne salvato da un naufragio un carico di vernice bianca.
Tra i luoghi naturali d'interesse, vi è la Pescadero State Beach
|  |

## Economia
L'attività principale della popolazione di Pescadero è l'agricoltura, in particolare la raccolta di asparagi, zucche e cavoli.